# Dobříč (Észak-plzeňi járás)
Dobříč település Csehországban, az Észak-plzeňi járásban. Dobříč Obora, Němčovice, Kaceřov, Koryta, Kozojedy és Jarov településekkel határos. Lakosainak száma 421 fő (2024. január 1.).

## Népesség
A település lakosságának változását az alábbi diagram mutatja:
| Lakosok száma | 560  | 546  | 606  | 520  | 445  | 382  | 415  | 425  | 422  | 421  |
|               | 1869 | 1900 | 1921 | 1961 | 1980 | 2011 | 2016 | 2019 | 2021 | 2024 |